# Dikbekorganist
De dikbekorganist (Euphonia laniirostris) is een zangvogel uit de familie Fringillidae (vinkachtigen).

## Verspreiding en leefgebied
Deze soort telt 5 ondersoorten:
- E. l. crassirostris: van Costa Rica tot westelijk Venezuela.
- E. l. melanura: van oostelijk Colombia tot oostelijk Peru en het noordelijke deel van Centraal-Brazilië.
- E. l. hypoxantha: westelijk Ecuador en noordwestelijk Peru.
- E. l. zopholega: het oostelijke deel van Centraal-Peru.
- E. l. laniirostris: van zuidoostelijk Peru en noordelijk Bolivia tot centraal Brazilië.